# Fossa del Giappone

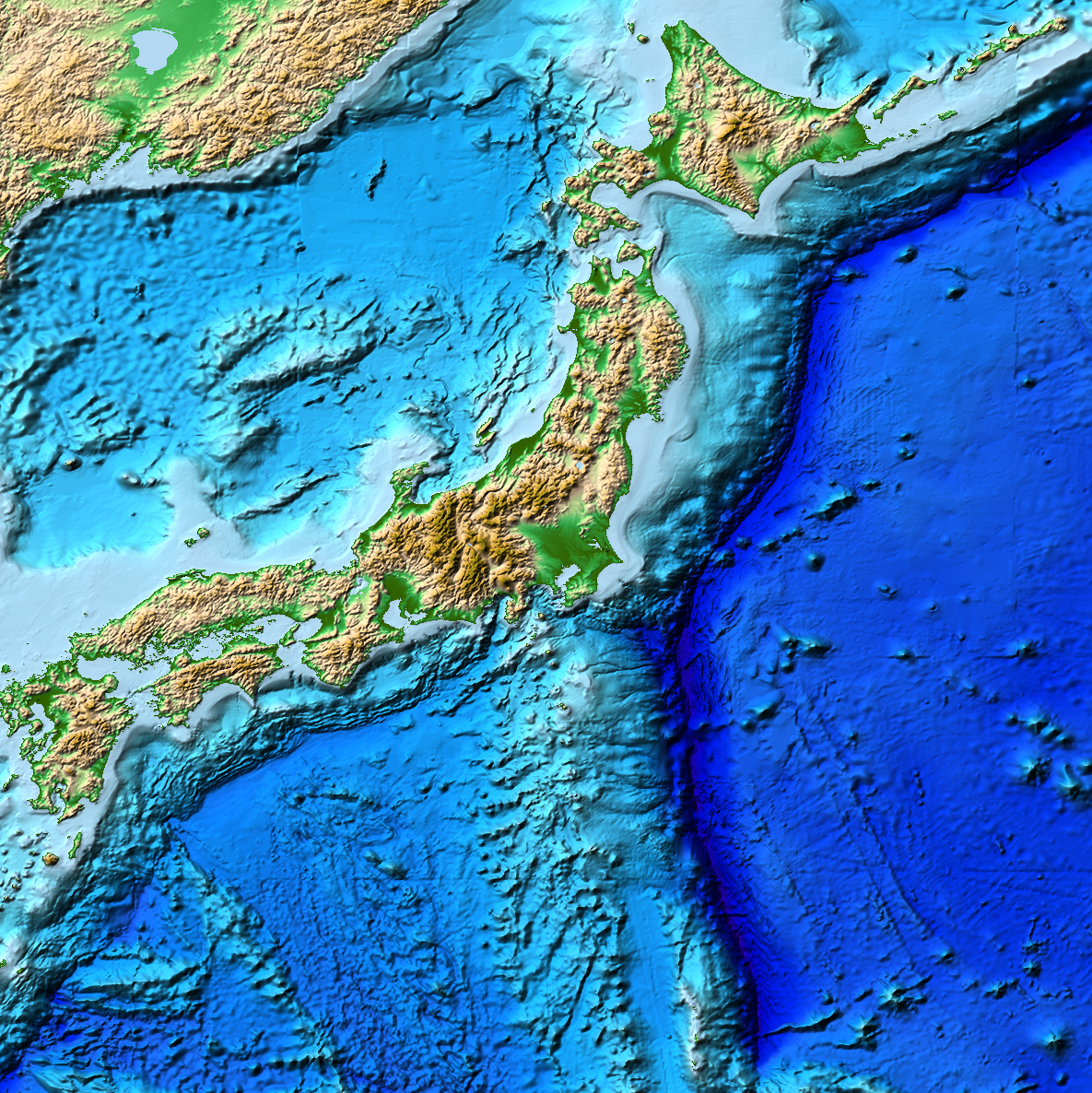
La fossa del Giappone giace ad est dell'isola Honshū

La fossa del Giappone è una fossa oceanica, parte della cintura di fuoco, situata nell'oceano Pacifico settentrionale che raggiunge i 8.513 metri di profondità.